# Projecció obliqua

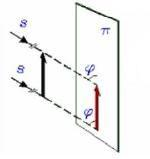
Projecció obliqua

Una projecció obliqua és, en geometria euclidiana, aquella en què les rectes projectants auxiliars són obliqües amb el pla de projecció, establint una relació entre tots els punts de l'element projectant amb els projectats. En el pla, la projecció obliqua és aquella en què les línies projectants auxiliars són obliqües respecte a la recta de projecció. L'angle que fa l'eix que indica la profunditat respecte de les línies horitzontals del dibuix es tria de manera arbitrària, però amb cura per tal de facilitar la llegibilitat de la representació gràfica.

Projecció obliqua d'un cub sobre un pla (les línies projectants no són perpendiculars al pla de projecció)

Així, donat un segment, n'hi haurà prou en projectar els punts "extrems" del segment -mitjançant línies projectants auxiliars obliqües, per determinar la projecció sobre la recta.
La perspectiva militar i la perspectiva cavallera són projeccions paral·leles obliqües.